# 西ウジムチン旗
西ウジムチン旗（せいウジムチンき、モンゴル語:ᠪᠠᠷᠠᠭᠤᠨ
ᠤᠵᠤᠮᠤᠴᠢᠨ
ᠬᠣᠰᠢᠭᠤ 転写:Baraɣun Ujumučin qosiɣu、中国語：西乌珠穆沁旗）は、中華人民共和国内モンゴル自治区シリンゴル盟に位置する旗。地方政府はバルガルゴル・バルガス（巴拉嘎爾高勒鎮）にある。
「ウジムチン」はモンゴル語で葡萄山の人という意味。草地を利用して牧畜を営むモンゴルの遊牧民が多数居住しており、全旗人口の半数を超える。そのためこの地区は内モンゴル自治区の緑色畜産品主要生産基地で、政府の発表によるとこの旗では安定して200万頭前後の飼育頭数があり、綿羊毛2000t、カシミヤ155t、皮革116万t、牛羊肉35000t、乳46000tが年間に生産される。1990年代中期以後、砂嵐による被害に苦しめられている。

## 行政区画
5バルガス（鎮）、2ソム（蘇木）を管轄
- バルガス（鎮）
  - バルガルゴル・バルガス（巴拉嘎爾高勒鎮）
  - バインフア・バルガス（巴彦花鎮）
  - ジルン・ゴル・バルガス（吉仁高勒鎮）
  - ホールトゴル・バルガス（浩勒図高勒鎮）
  - ゴルハン・バルガス（高日罕鎮）
- ソム（蘇木）
  - バインホショー・ソム（巴彦胡舒蘇木）
  - オラーン・ハーラグ・ソム（烏蘭哈拉嘎蘇木）

## 鉱業
この地域にはシリンゴル褐炭帯が通っていて、褐炭資源が豊富に存在する。確認埋蔵量は350億トン、予測は500億トン以上とされている。そのうち2カ所が100億トン以上、4カ所が10億トン以上である。石炭、石炭化学工業、石炭発電、鉄道、高速道路などのインフラが構築されている。鉄道は赤大白線、巴新線、錫烏線、巴珠線などがある。
主な炭田としては、バインフア（白音華）炭田、五間房炭田、バインショ（巴彦碩）炭田、巴棋北炭田、浩沁炭田、ジルンゴル（吉林郭勒）炭田などがある。